# Сёмкин, Илья Даниилович
Илья Даниилович Сёмкин (род. 8 ноября 1966, Ленинград) — российский рок-музыкант (автор-исполнитель), поэт, прозаик и автор художественной графики.

## Биография
Имеет классическое музыкальное образование (два года), в том числе год отучился в музыкальной школе им. Салтыкова-Щедрина по классу эстрадной гитары в 1982-м году. Дальнейшее становление Ильи как гитариста происходило в самообразовании.
Вместе с одноклассниками по 150-й средней школе Калининского района г. Ленинграда — клавишником и саксофонистом Сашей Фомичевым и барабанщиком Константином Капраловым весной 1983-го собрал группу Цветные сны, в которой его песни, наконец, зазвучали в электричестве. Вскоре к ним присоединились басист Ярослав Книзель, клавишник Алексей Бехтерев и звукооператор Дмитрий Карпов. Впоследствии Книзель сменил бас на гитару, а на посту бас-гитариста последовательно играли Дмитрий «Монстр» Гусаков из группы Вымысел, а затем Андрей Савин из группы Бассейн.
Группа распалась в конце 1985-го года записав 3 альбома. Капралов и Книзель ушли в группу Народное Ополчение, а Дмитрий «Монстр» Гусаков в группу Ноль.
В 1985-м году Илья Даниилович становится участником семинара рок-поэзии, который вёл в Рок-клубе основатель группы Санкт-Петербург, писатель Владимир Рекшан. Дважды — в конце 1985-го и в конце 1986-го — Илья выступает на семинаре со своими песнями и удостаивается положительной оценки Рекшана, в том числе и на страницах журнала РИО.
С 8 мая 1995-го, когда Илья Сёмкин выступил в радиопрограмме «Редкая Птица», он стал самостоятельным автором и исполнителем песен. На этой программе Илья спел и записал две новые песни, прозвучав впервые после 6-летнего перерыва (если не считать 1993-й, когда у него появилось четыре новых песни).
В конце 1990-х Сёмкин участвует в цикле фестивалей «Лестница», фестивале в Ленинградском рок-клубе 1997 года, принимает участие в деятельности журнала «Осколки». В 2001 году участвует в фестивале «За порогом». В 2004-м успешно выступает на фестивале «Фонари». С 2009 года регулярно даёт концерты в библиотеке эстонского города Кивиыли. С марта 2011 года вместо привычной гитары начинает использовать укулеле. С 2015 года возвращается к гитаре.
С 1995 года Илья записал двадцать два альбома. С 2013 года написал девять рассказов, одну повесть и более двухсот коротких стихотворений. Музыкальное, литературное и графическое творчество Ильи опубликовано в Интернете.

## Отзывы
По мнению Андрея Бурлаки, Илья Сёмкин – один из наиболее самобытных авторов-исполнителей акустической рок-сцены Петербурга.

## Дискография

### Цветные сны
- Пила без ограждения, 1984
- Повальное бегство людей из метро вообще, 1985
- Выше нуля, 1985

### Номерные альбомы
- Будни любви (официальный live-бутлег), 1995
- Рыбы, 1996
- Русский лес, 1997
- Ржавчина, 1997
- Рычание ягнят, 1999
- Радио чёрных птиц, 2002
- Конец литературы, 2004
- Бескрайнее поле тюльпанов, 2005
- Северный альбом, 2006
- Легенды и мифы Ильи Сёмкина, 2008
- Зелёный свет, 2009
- Терморегуляция, 2010
- Киберхиппи, 2011
- Физика элементарных частиц, 2012
- Анимация, 2013
- Очередной рок-н-ролл, 2014
- Кровеносная система души, 2015
- Эндопанк, 2016
- Деревянный блюз, 2018
- Хозяин пустых пространств, 2019
- Всё как я хотел, 2021
- Так говорил немой, 2022

### Зеркальные рецидивисты (Илья Сёмкин и Алекс Аргутин)
- Неформальное сообщение (мини-альбом), 2016

### Аудиозаписи
- Концерт памяти Александра Башлачёва в ДК Пищевиков, 1988
- Радиопрограмма «Редкая Птица», 8 мая 1995
- Акустический фестиваль «Редкая Птица и Заяц представляют», 1995
- Фестиваль «Unplugged & Acoustic», 1997
- Фестивали «Лестница», 1998-2000